# Netha Hussain

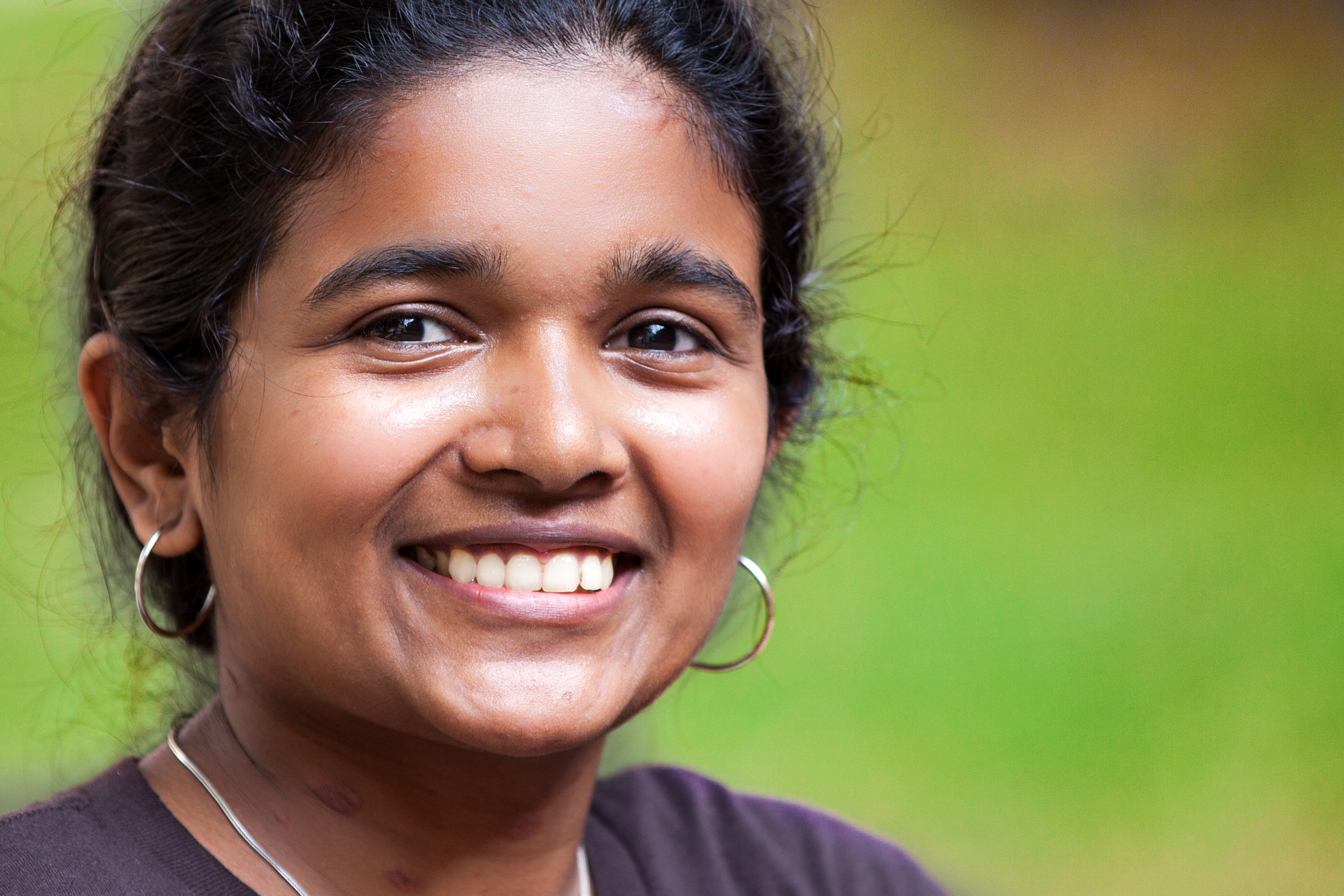
Netha Hussain

Netha Hussain (Tamil நேதா உசைன், Telugu నెతా హుస్సేన్, Malayalam നത ഹുസൈൻ; Hindi नेथा हुसैन, Urdu نیتھا حسین; geb. 11. Juni 1990, Kunnamangalam, Kerala, Indien) ist eine indische Neurowissenschaftlerin und Wikipedianerin. Sie wurde bekannt durch ihre Bemühungen Verbreitung von Falschinformationen in der Wikipedia über die Ursprünge des Coronavirus auszumerzen.

## Leben

### Beruflicher Werdegang
Hussain studierte seit 2010 Medizin am Calicut Medical College in Kozhikode, Kerala. Nach Abschluss des Medizinstudiums zog sie 2016 nach Göteborg, Schweden, um ihre Dissertation zum Thema Schlaganfall zu erstellen. Im Jahr 2020 promovierte sie in klinischen Neurowissenschaften an der Universität Göteborg. Sie war an der medizinischen Forschung auf dem Gebiet der klinischen Neurowissenschaften unter Verwendung der Virtual-Reality-Technologie am Sahlgrenska University Hospital beteiligt. Sie ist mit der Abteilung für klinische Neurowissenschaften und Rehabilitation der Universität Göteborg verbunden.
Mit Unterstützung der Trygghetsstiftelsen beendete sie ihr Schwedisch-Studium in Lund und legte anschließend die Prüfung für außerhalb der EU ausgebildete Ärzte ab. Seitdem arbeitet sie als Fachärztin für Radiologie.

### Wikipedianerin
Hussain begann ihre Mitarbeit in Wikipedia 2010, im ersten Studienjahr am Calicut Medical College in Kozhikode. Bis 2018 verfasste sie auch Blogs für die Huffington Post.
Mitte 2020 begann sie Wikipedia-Artikel im Zusammenhang mit der COVID-19-Pandemie in den Englischen, Malayalam und Schwedischsprachigen Wikipedia-Ausgaben zu verfassen und zu betreuen. Sie verfasste 30 Artikel zu COVID-19 inklusive der List of unproven methods against COVID-19 um die Verbreitung von Falschinformationen über die Pandemie im Internet und auf Social-Media-Plattformen zu verringern.
Sie startete auch eine WikiProject-Gruppe um die Informationen zu Themen über die Wirksamkeit des COVID-19-Impfstoff und über COVID-19-Impf-Sicherheit in der Wikipedia zu verbessern und redaktionell zu begleiten.
Sie wurde 2020 mit dem Women in Open Source Academic Award ausgezeichnet, womit ihre Beiträge zur Verbreitung und zum Austausch von medizinischem Wissen und Informationen in der Wikipedia gewürdigt wurden. Auf dem offiziellen Twitter-Kanal der Vereinten Nationen wurde sie 2020 besonders erwähnt und bei der virtuellen Wikimania-Konferenz 2021 ebenso.

## Veröffentlichungen
- mit Katharina S. Sunnerhagen, Margit Alt Murphy: End-point kinematics using virtual reality explaining upper limb impairment and activity capacity in stroke. In: SpringerLink (Hrsg.): Journal of neuroEngineering and rehabilitation. Band 16, Nr. 1, 2019, S. 1–9, doi:10.1186/s12984-019-0551-7 (englisch).
- Mit Carina M. Samuelsson, Avril Drummond, Carina U. Persson: Prevalence of fatigue at one-year follow-up from the Gothenburg recovery and rehabilitation after COVID-19 and intensive care unit study. In: Scientific reports. Band 12, Dezember 2022, S. 1–8, doi:10.1038/s41598-022-14787-6 (englisch).
- Mit Carina M. Samuelsson, Avril Drummond, Carina U. Persson: Author Correction: Prevalence of fatigue at one-year follow-up from the Gothenburg recovery and rehabilitation after COVID-19 and intensive care unit study. In: Scientific reports. Band 13, Dezember 2023, S. 1, doi:10.1038/s41598-023-39074-w (englisch).
- Mit Carina M. Samuelsson, Avril Drummond, Carina U. Persson: Prevalence of symptoms of anxiety and depression one year after intensive care unit admission for COVID-19. In: BMC psychiatry (Bd. 24, 1.3.2024, Nr. 1, date:12.2024: 1-8). Band 24, Nr. 1, Dezember 2024, S. 1–8, doi:10.1186/s12888-024-05603-8 (englisch).